# Parc national de Douala-Edéa
Le parc national de Douala-Edéa, précédemment connu sous le nom de réserve de faune de Douala-Edéa, est une aire protégée du Cameroun. Elle est située dans le département de la Sanaga Maritime. D'une superficie d'environ 2 630 km2, elle longe la côte atlantique au sud de Douala sur une distance d'environ 35 km jusqu'à la rivière Dipombé.

## Historique
Lors de la création de la réserve de faune de Douala-Edéa, en 1932, la réserve a été délimitée à l'intérieur ou à côté de plusieurs villages et campements de pêche. Avec la croissance démographique, les populations et l'habitat humain exercent une pression de plus en plus forte sur la réserve.  
Dotée d'une biodiversité exceptionnelle, la réserve subit de fortes menaces et pressions qui affectent son écosystème. Elle est aussi exposée à de nombreux conflits liés aux droits d’usage. Cette situation est à l'origine d'un plaidoyer pour son reclassement en parc national qui devrait favoriser une meilleure gestion des ressources de la biodiversité  - lacs, lagunes, bancs de sable... -  et espèces animales emblématiques - éléphants, chimpanzés, tortues marines, lamantins...-  vivant au sein de la Réserve.
En 1971, le Cameroun a désigné la réserve comme un parc animalier à des fins scientifiques.
En 1974, la réserve avait un restaurateur et poste de garde.
Au début des années 1980, la réserve a fait l'objet de forages pétroliers qui ont ouvert des pistes facilitant l'accès à l'intérieur de la réserve.
En 2000, la réserve couvre 160 000 hectares.
Le 25 septembre 2018 est signe par le présidence de la république le décret 2018/8399/PM portant mutation de la réserve de faune de Douala-Edéa en parc national de Douala-Edéa. La surface du parc est portée a 262 935 hectares.
Sa mise à niveau vers le plein statut de parc national a été retardée puisque le pétrole avait été découvert dans les zones côtières du Cameroun, et la région pourrait détenir des réserves importantes.

## Géographie
La réserve de faune de Douala -Edéa est géographiquement localisée à 3° 30′ 00″ N, 9° 49′ 60″ E. Le lac Tissongo, une lagune reliée à la rive sud de la rivière Sanaga par un chenal de marée de cinq kilomètres est inclus dans la réserve. Cette parcelle du domaine public de l’État réservée à la préservation de la faune couvre les localités de Mouanko, Edéa, Dizangué et les Iles de Manoka.
Ainsi, limitée au nord par la banlieue sud de Douala, au sud par Kribi, à l'ouest par l'océan Atlantique et à l'ouest par la nationale reliant Edéa à Kribi, la réserve est entourée de zones relativement industrialisées ou densément peuplées.

## Flore
80 % de la réserve est couverte par la forêt tropicale humide de plaine, et 15 % par des forêts de mangrove de l'Atlantique. La réserve Mouanko entre la Sanaga et l'estuaire du Wouri détient environ 15 000 hectares de forêts de mangroves. Les mangroves forment un tampon contre l'érosion côtière et sont un refuge pour 80 % des espèces marines et aquatiques locales pour au moins une partie de leur cycle de vie. Elles sont menacées par l'exploitation forestière de bois d’œuvre et de chauffage utilisé dans le fumage du poisson, ainsi que par le développement des infrastructures urbaines. Les bûcherons illégaux ont été expulsés du parc en 1976.

## Faune
La faune comprend les éléphants de forêt, les primates (chimpanzés, espèces de singes tels que le colobe noir), les antilopes (sitatunga, céphalophes bleu, etc.), les lamantins d'Afrique de l'Ouest, les tortues marines, les dauphins, les crocodiles, les alligator, de nombreuses espèces de poissons, des espèces d'oiseaux terrestres et aquatiques.
Le mangabey couronné a été signalé comme étant commun dans la réserve en 1972.
L'espèce en voie de disparition, le Moustac à oreilles rousses a été signalée dans la partie de Lombé de la réserve avec des densités de 2-3 groupes par  kilomètre carré, mais les populations ont été réduites à cause de la chasse.
Les animaux dans la réserve sont mal protégés et le braconnage est très répandu.
Les chimpanzés communs (Pan troglodytes) sont menacés dans la réserve par les chasseurs.

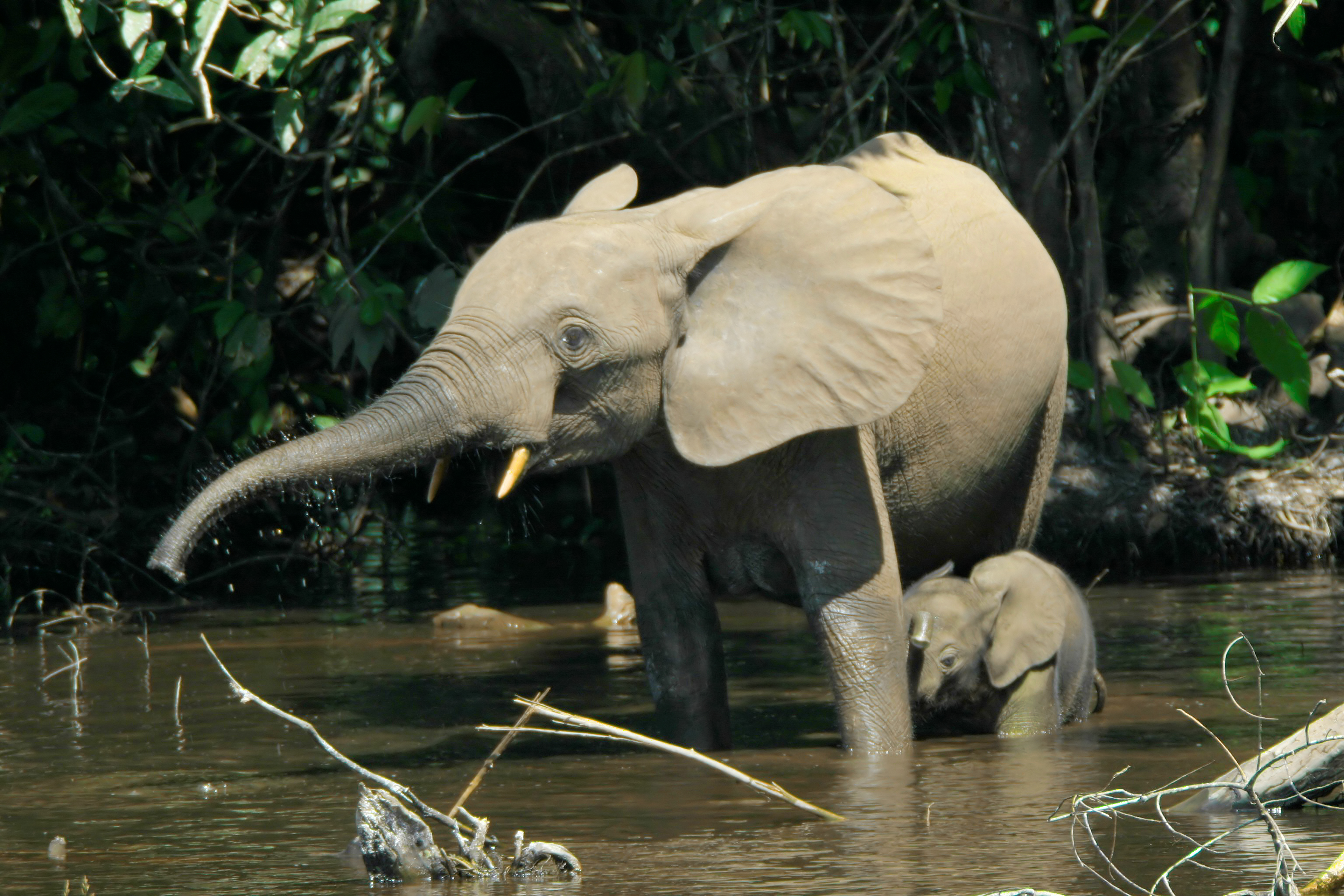
Eléphant de la forêt.
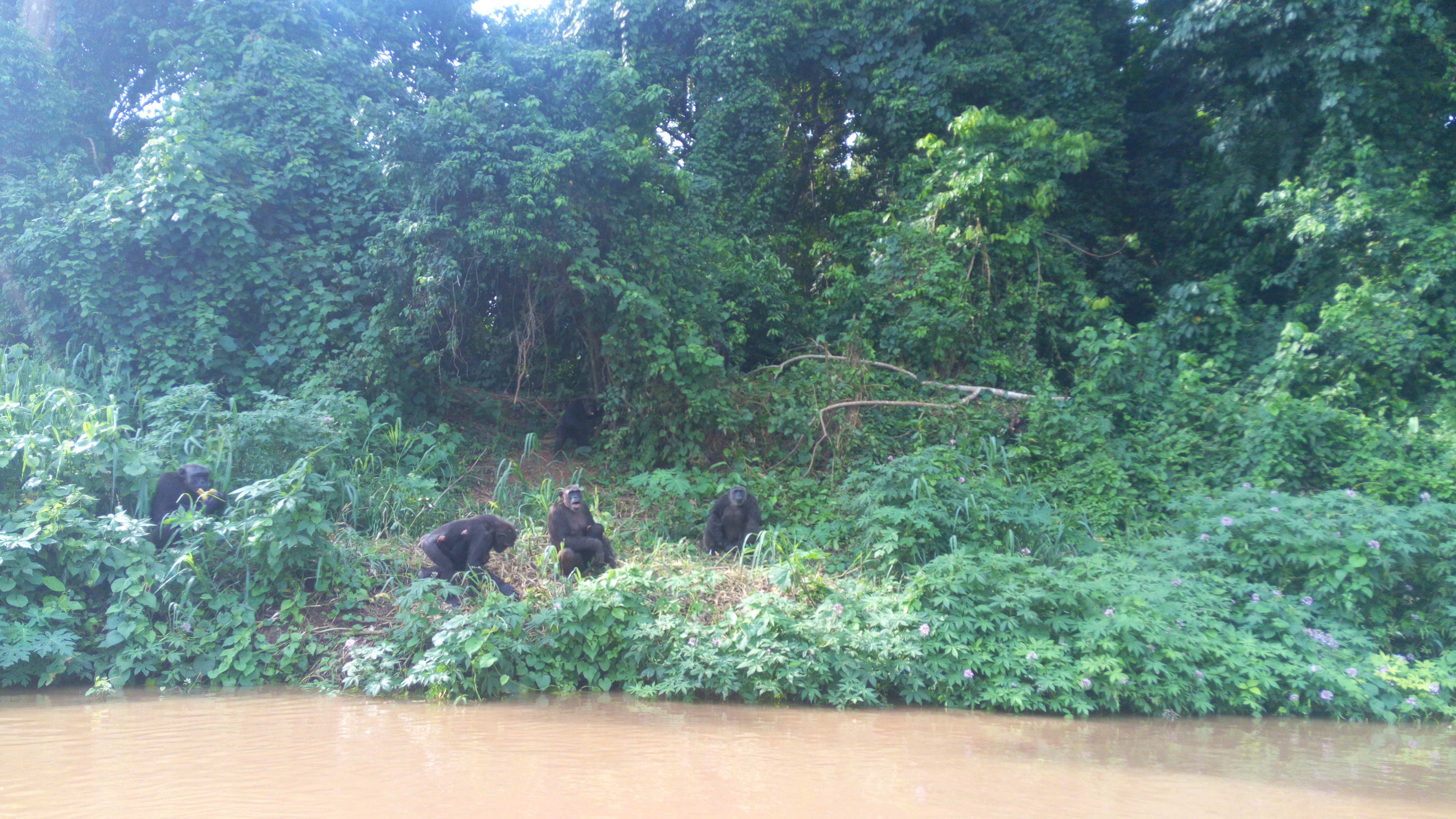
Vue de la forêt
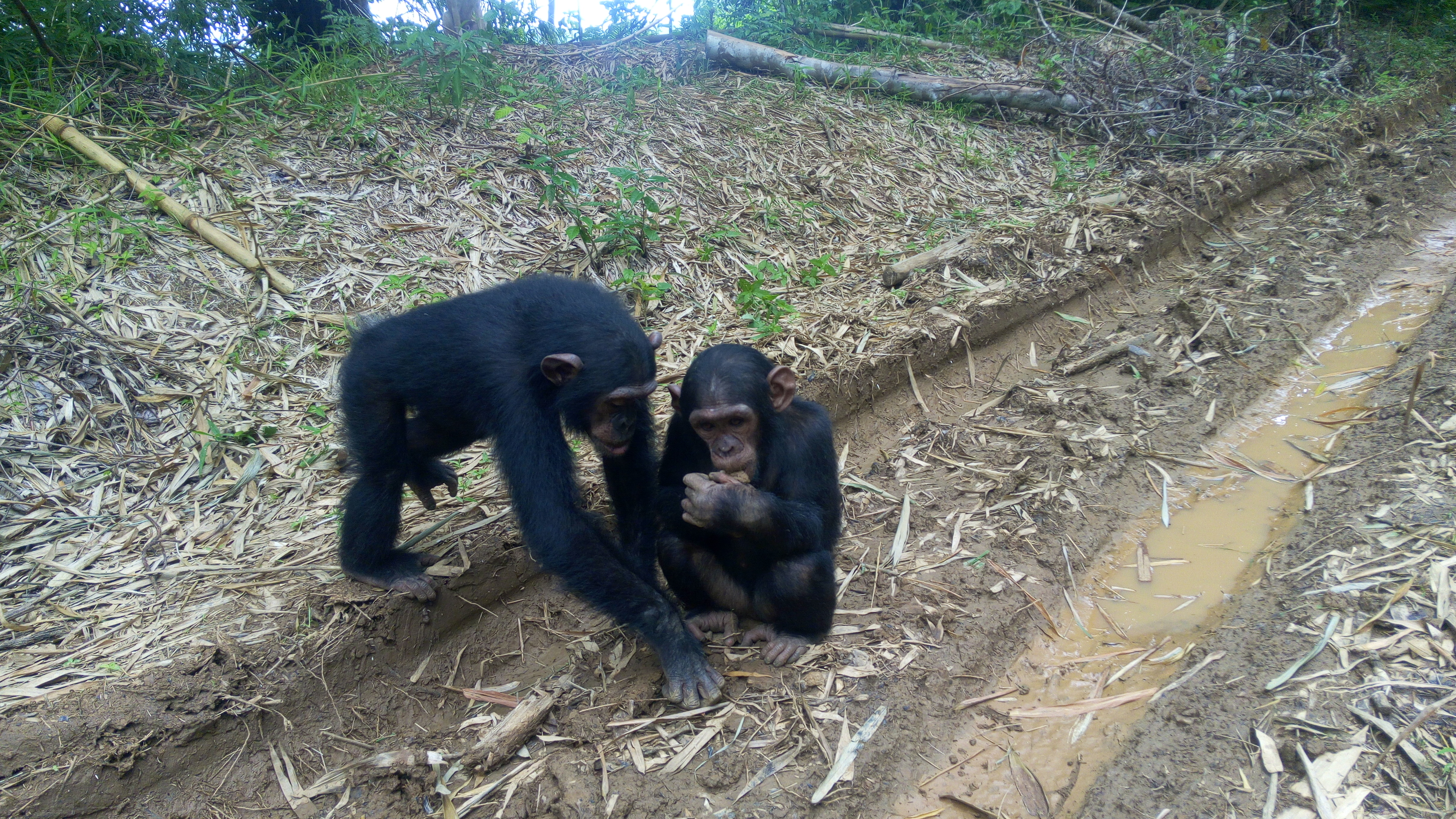
Chimpanzés
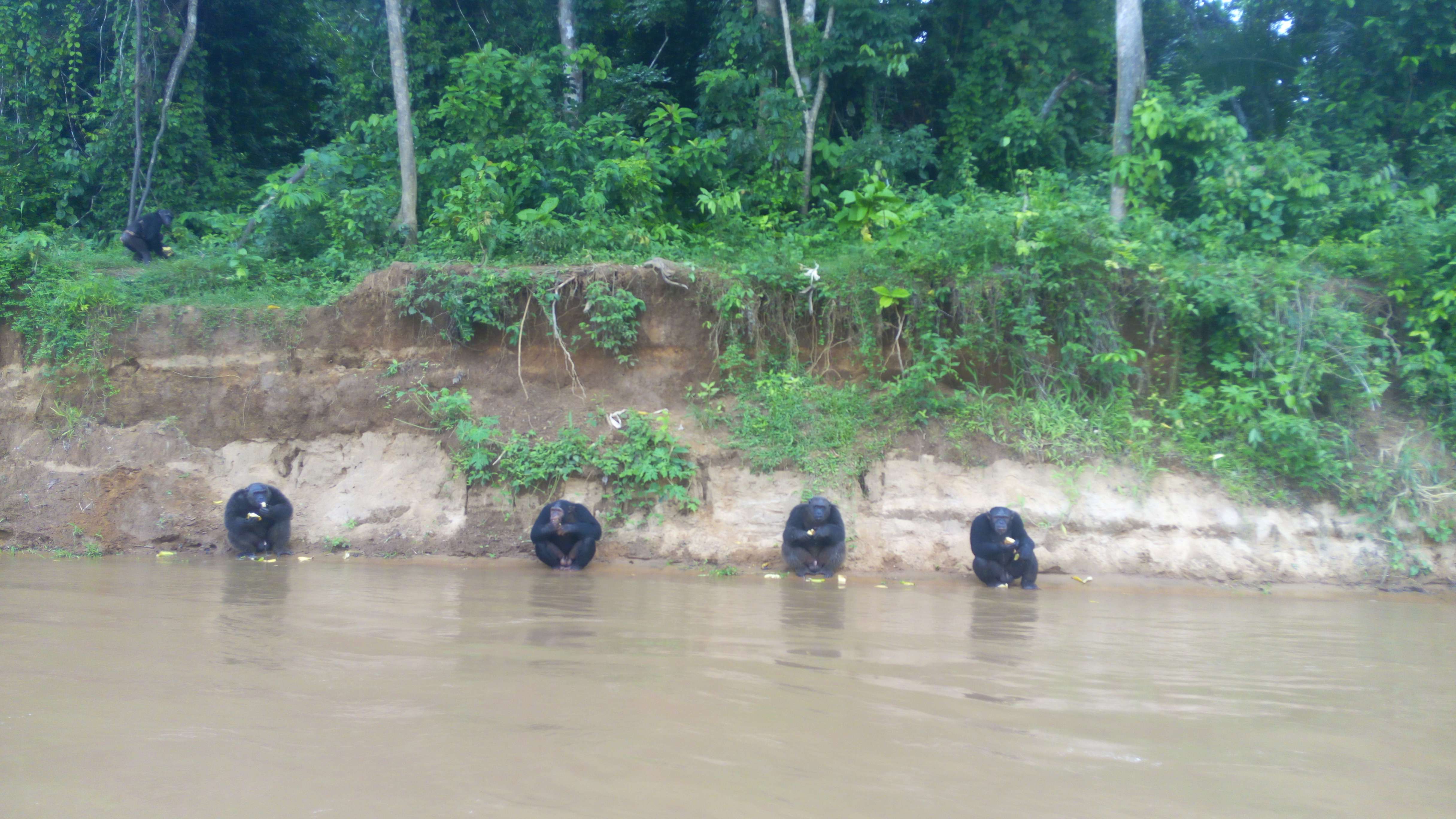
les singes de la resrve faune de douala.
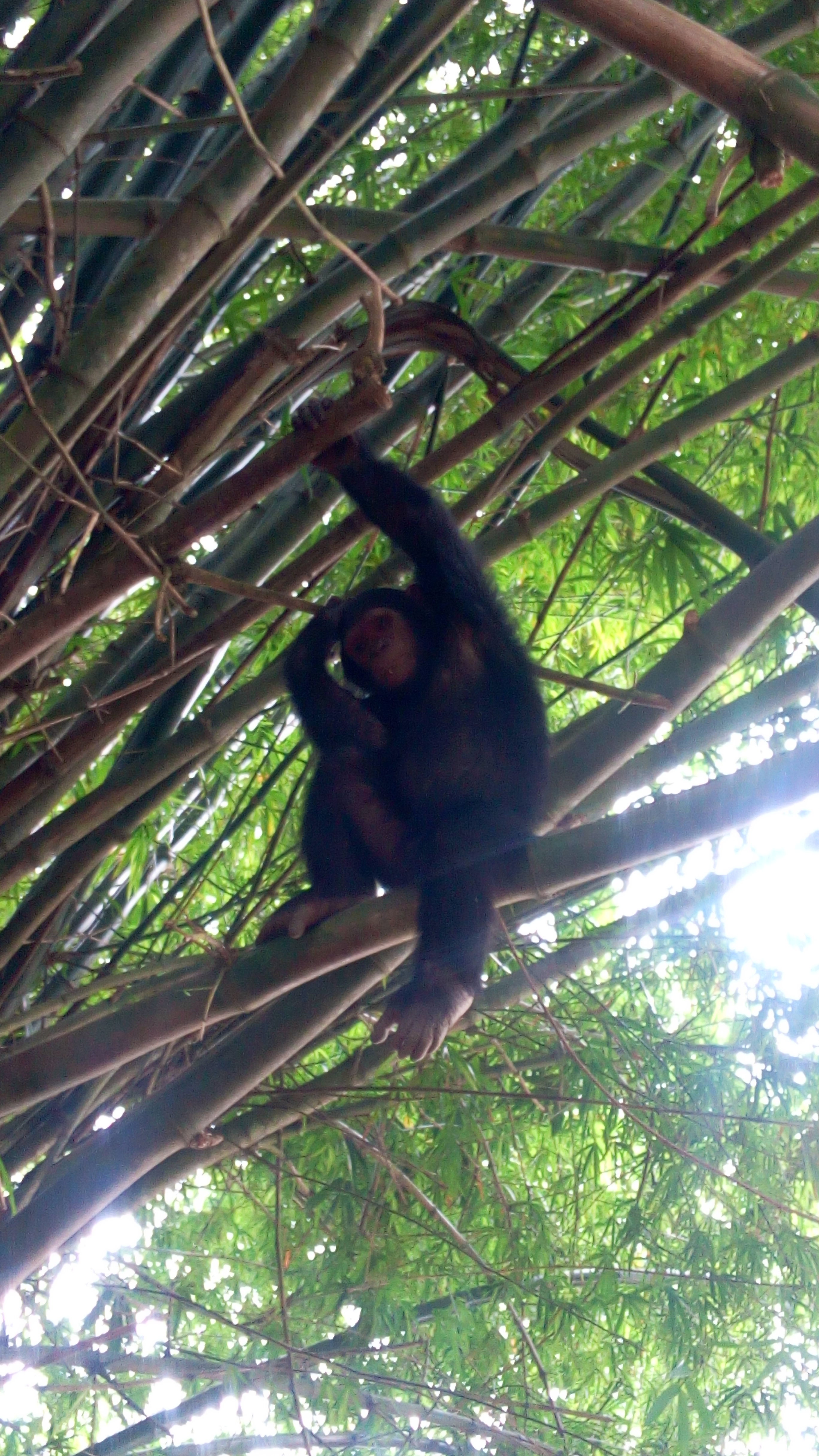
Un singe sur une branche sur la faune de douala-edea.
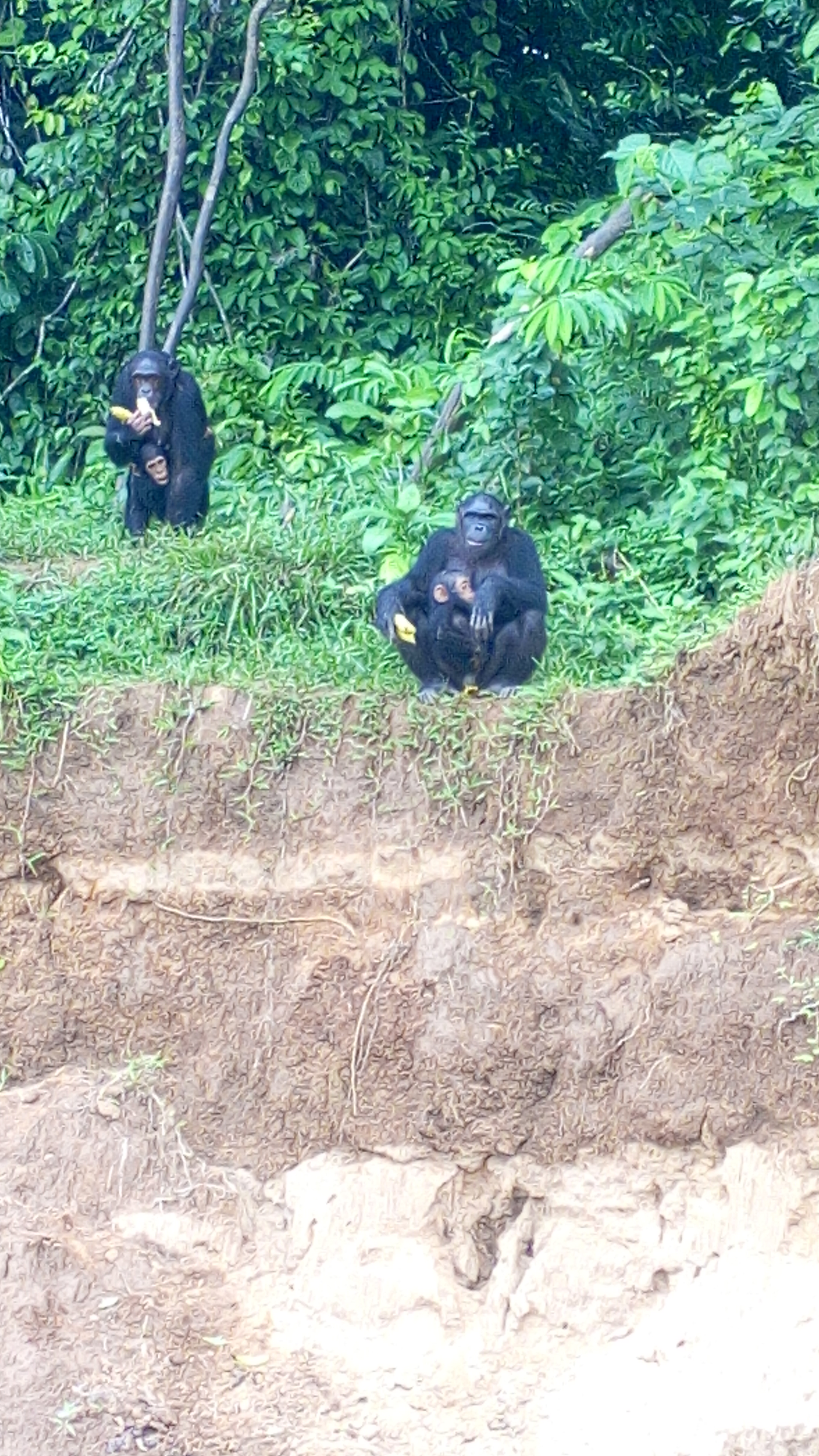
Groupe de singes mangeant des bananes
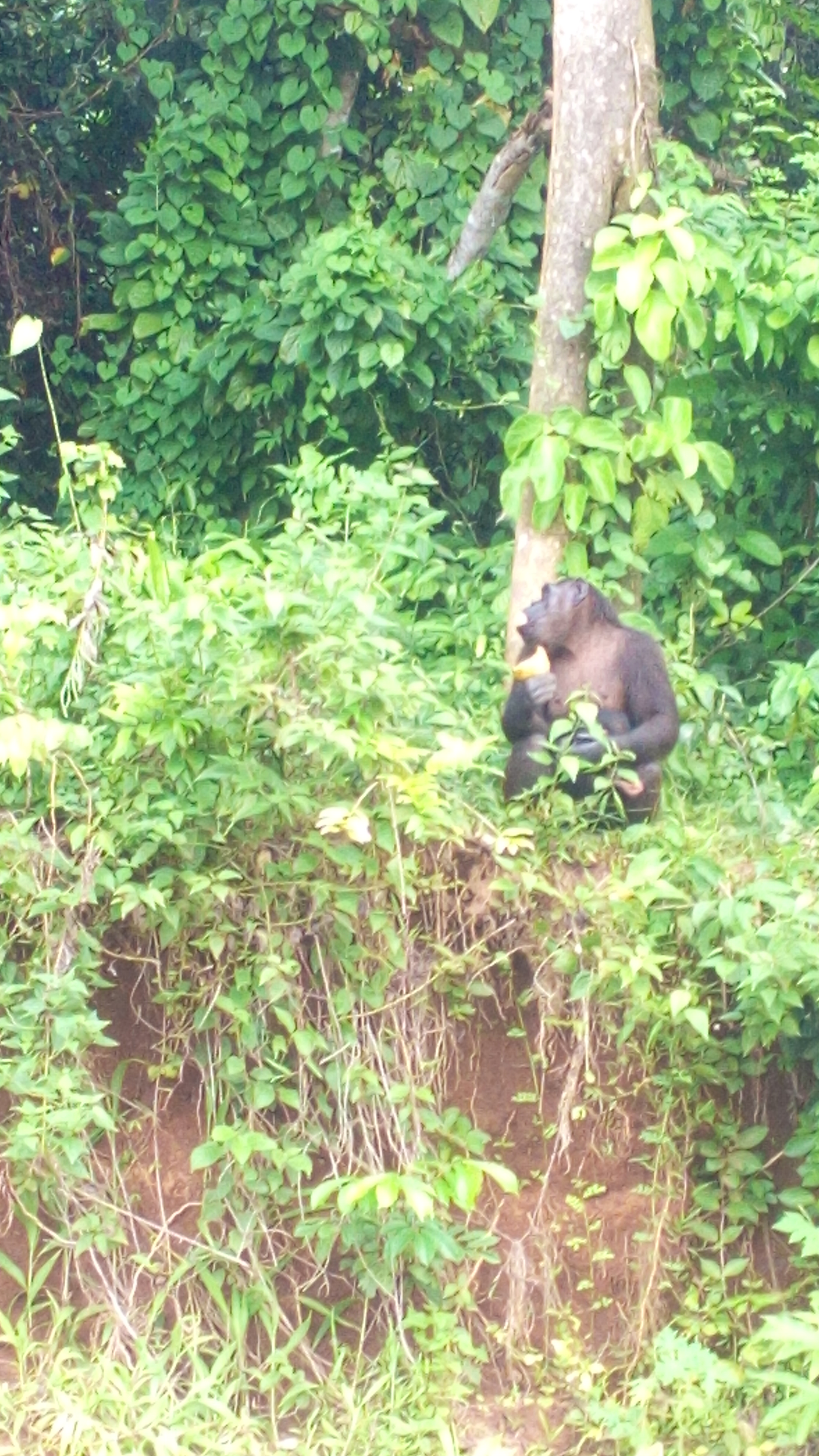
Un singe à la reserve faune de Douala.
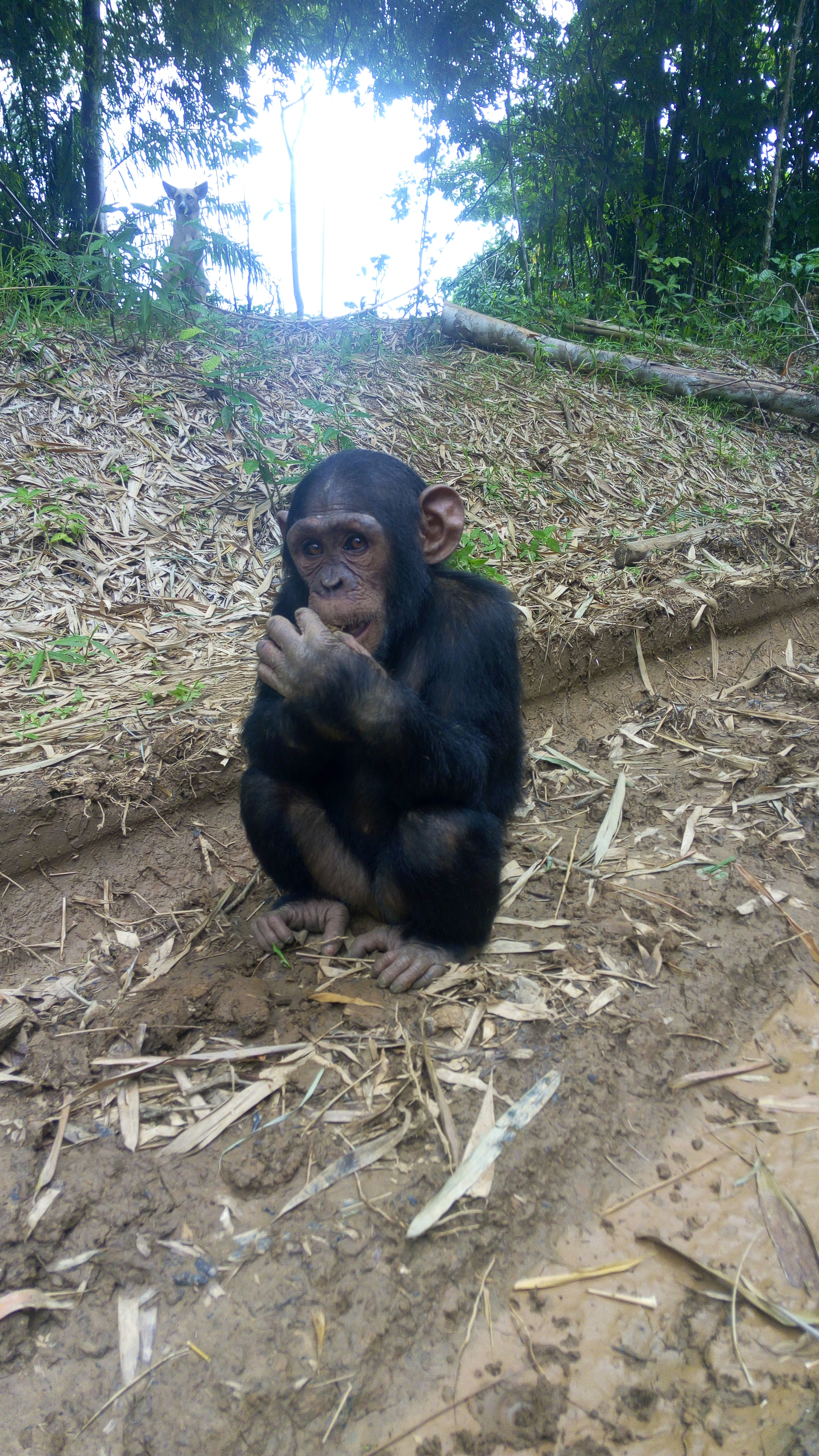
Singe de la réserve de faune de Douala - Edea.
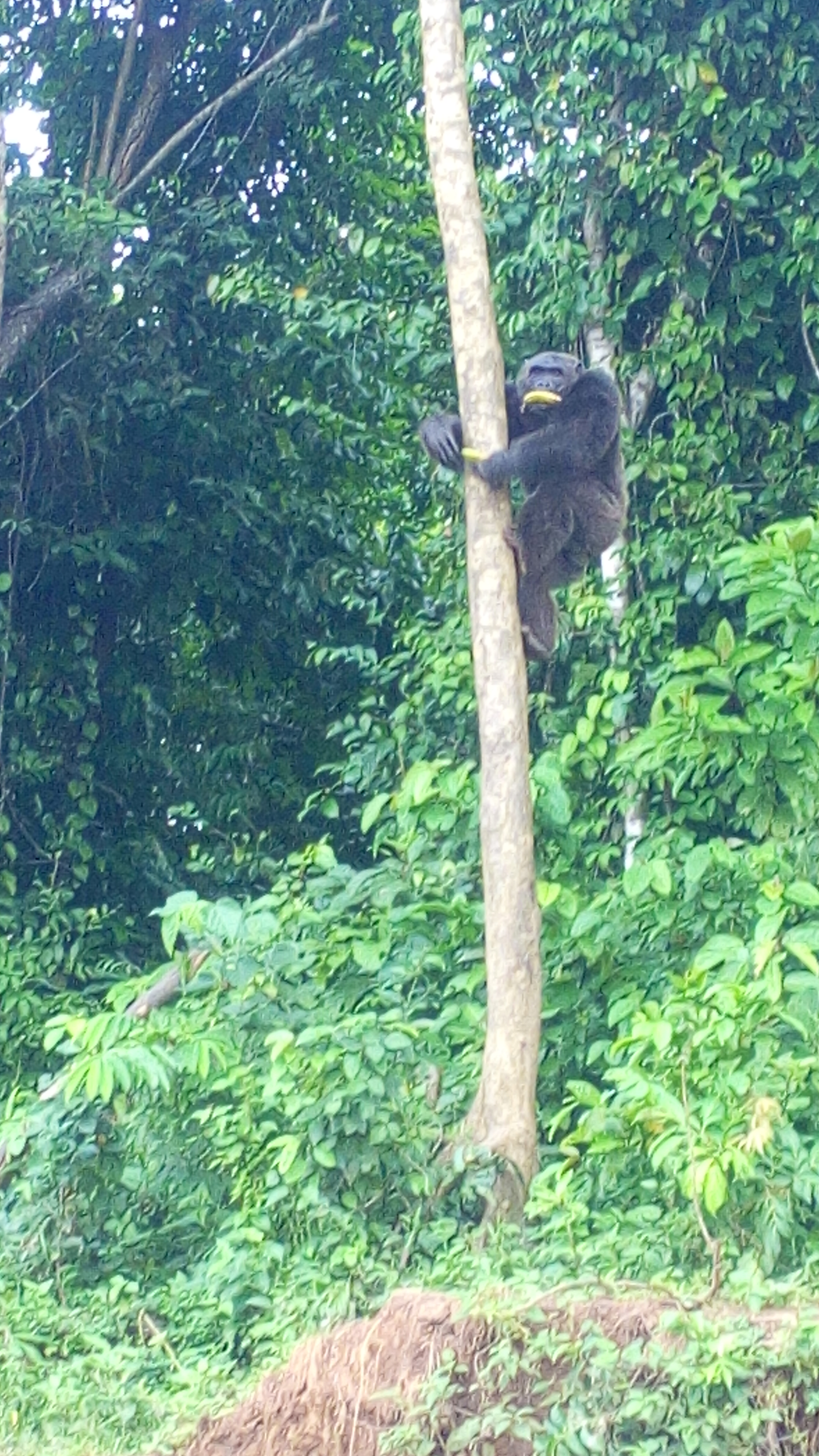
Singe grimpant à un arbre

## Administration
La réserve est une aire protégée propriété du Cameroun et gérée par un conservateur soutenu par des garde-chasse.